# Datation rhénium-osmium
La datation rhénium-osmium est une méthode de datation radiométrique qui repose sur la désintégration β de l'isotope 187Re vers 187Os. La demi-vie de 187Re est de 41,6 × 109 ans, Le rhénium et l'osmium sont tous deux fortement sidérophiles (se liant facilement avec le fer), et le rhénium est par ailleurs chalcophile (se liant facilement avec le soufre), cette méthode est donc très utilisée pour la datation des minerais de sulfure, tels que les dépôts d'or ou de cuivre-nickel.
Cette méthode de datation est fondée sur une isochrone calculée à partir de rapports isotopiques mesurés par spectrométrie de masse à thermoionisation en ions négatifs (NTI-MS, pour Negative Thermal Ionization Mass Spectrometry).

## Isochrone rhénium-osmium
La datation rhénium-osmium utilise la méthode isochrone. Les isochrones sont faites par analyse de plusieurs échantillons géologiques supposés s'être formés en même temps à partir d'une même source. L'isochrone Re-Os représente le rapport entre le 187Os (radiogénique) et le 188Os (non-radiogénique), en fonction du rapport de l'isotope père 187Re sur 188Os.
{\displaystyle \mathrm {{}_{\ 75}^{187}Re{\xrightarrow[{4,12\times 10^{10}\ ans}]{\beta ^{-}\ }}{}_{\ 76}^{187}Os} }
L'isotope 188Os, à la fois non-radiogénique, stable, et relativement abondant, est utilisé pour normaliser l'isotope radiogénique dans l'isochrone.
L'isochrone Re-Os elle-même est définie par l'équation suivante :
{\displaystyle \left({\frac {{}^{187}\mathrm {Os} }{{}^{188}\mathrm {Os} }}\right)_{\mathrm {actuel} }=\left({\frac {{}^{187}\mathrm {Os} }{{}^{188}\mathrm {Os} }}\right)_{\mathrm {initial} }+\left({\frac {{}^{187}\mathrm {Re} }{{}^{188}\mathrm {Os} }}\right)\cdot (e^{\lambda t}-1),}
où :
- t est l'âge de l'échantillon ;
- λ est la constante de décroissante du 187Re
{\displaystyle \lambda ={\dfrac {\ln 2}{t_{1/2}}}}, où {\displaystyle t_{1/2}} est la demi-vie. Les grandeurs {\displaystyle t_{1/2}} et t doivent être exprimées dans la même unité ;
- (eλt-1) est la pente de l'isochrone, qui définit l'âge du système.

Un exemple d'utilisation de la datation rhénium-osmium est l'étude sur la datation d'un gisement d'or dans le campement minier de Witwatersrand, en Afrique du Sud.